# Aplicación exponencial (geometría de Riemann)

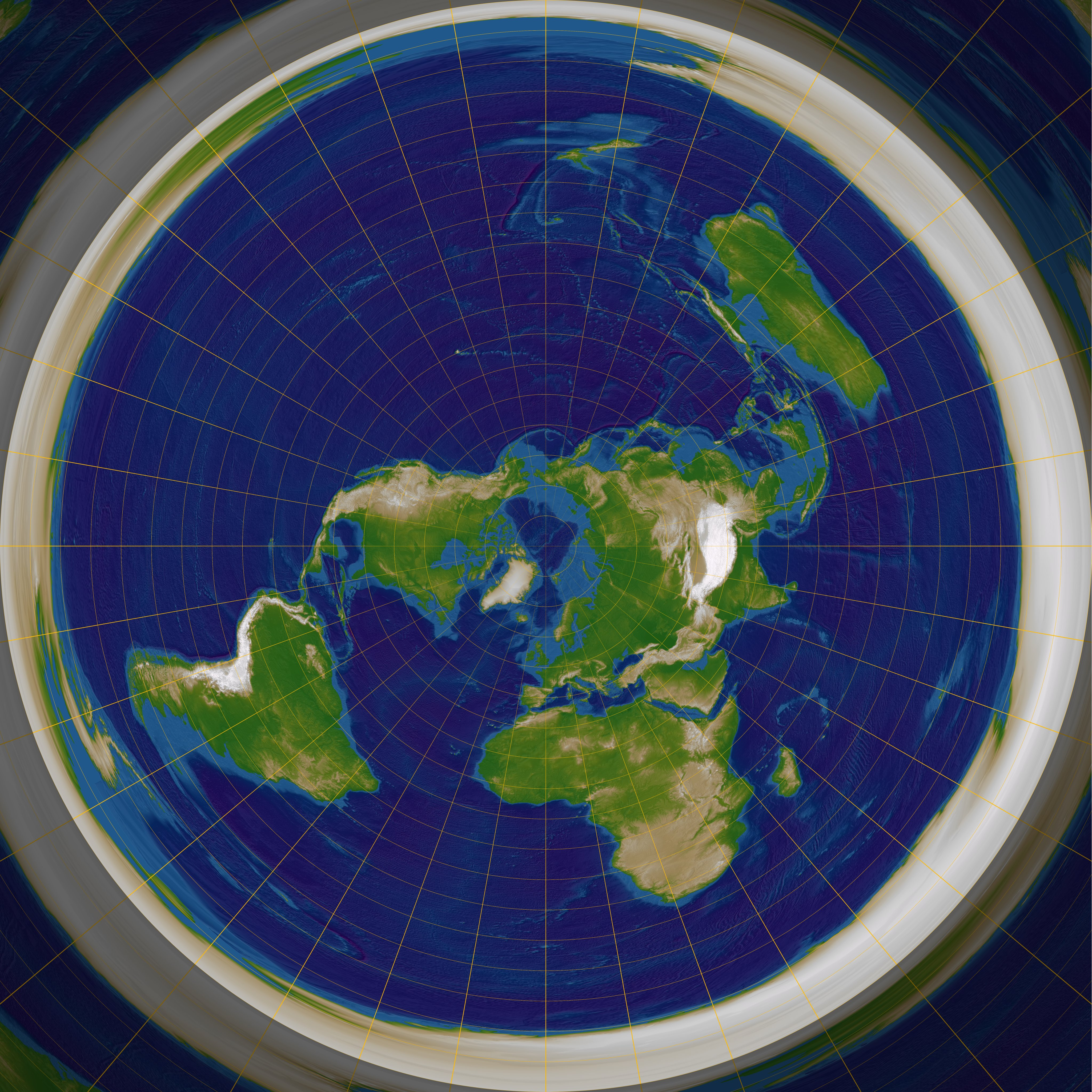
La aplicación exponencial de la Tierra desde el polo norte es la proyección equidistante azimutal polar en cartografía. En cada punto de la imagen está representado el punto de la Tierra correspondiente por la aplicación exponencial desde el polo norte.

En geometría de Riemann, la aplicación exponencial es una aplicación que envía un subconjunto del espacio tangente TpM de una variedad de Riemann (o variedad pseudo-Riemanniana) en uno de sus puntos p, a la propia variedad M. 
La métrica (pseudo) Riemanniana determina una conexión afín canónica, y la función exponencial de la variedad (pseudo) Riemanniana está dada por la función exponencial de esta conexión.

## Definición
Sea M una variedad diferenciable y p un punto de M. Una conexión afín en M permite definir la noción de una línea recta que pasa por el punto p.
Sea v ∈ TpM un vector tangente a la variedad en p. Entonces existe una única geodésica γv que parte del punto p con vector tangente inicial v (es decir, γv(0) = p y γ′v(0) = v). La función exponencial correspondiente se define mediante expp(v) = γv(1), es decir, expp(v) es el punto al que llegamos al recorrer hasta "tiempo" t = 1 la geodésica que parte de p con vector tangente inicial v.
En general, la función exponencial no está definida en todo el plano tangente (es decir, para todo vector v), pues no para todos los vectores tangentes v la correspondiente geodésica γv estará definida hasta t = 1. Intuitivamente, si pensamos la geodésica γv como la trayectoria que sigue una partícula libre confinada a M cuando sale de p con velocidad inicial v, es posible que para velocidades iniciales suficientemente grandes el tiempo máximo de definición no llegue a t = 1.
Sin embargo, es posible demostrar que sí que está definida en un entorno suficientemente pequeño del origen en TpM, y que envía este pequeño entorno a un entorno de p en la variedad. Esto se debe a que la existencia de la geodésica γv se basa en el teorema de existencia y unicidad para ecuaciones diferenciales ordinarias, que es de naturaleza local. 
Además, la aplicación exponencial resulta ser un difeomorfismo entre estos dos entornos. Esto se demuestra por medio del teorema de la función inversa comprobando previamente que la aplicación diferenciable de expp en el origen del plano tangente es la identidad (y es pues invertible). Esta propiedad es importante porque permite utilizar la aplicación exponencial para definir coordenadas locales en la variedad, como por ejemplo las coordenadas geodésicas normales.
Una conexión afín se denomina completa si la función exponencial está bien definida en cada punto del fibrado tangente.

## Propiedades
Intuitivamente hablando, la función exponencial toma un vector tangente a la variedad, recorre la geodésica comenzando en ese punto y sigue en esa dirección, durante una unidad de tiempo. Como v representa el vector velocidad de la geodésica, la distancia (riemanniana) que se recorra realmente en la variedad dependerá de v. También podemos reparametrizar las geodésicas para que se recorran a velocidad unitaria, por lo que, de forma equivalente, podemos definir expp(v) = β(|v|) donde β es la geodésica en la dirección de v recorrida con velocidad unitaria (intuitivamente, las dos definiciones coinciden porque la primera recorrela geodésica a velocidad v durante un segundo y la segunda recorre la misma geodésica, pero a velocidad 1 y durante |v|). Al variar el vector tangente v obtendremos, al aplicar expp, diferentes puntos en M que están a una cierta distancia del punto base p —esta es quizás una de las formas más concretas de demostrar que el espacio tangente a una variedad es una especie de "linealización" de la variedad.